# Buddy Jones
Burgher Jones (* 17. Februar 1924 in Hope, Arkansas; † 9. Juni 2000 in Carmel Valley (San Diego), Kalifornien) war ein US-amerikanischer Jazz-Bassist.

## Leben
Jones lernte als Kind Klavierspielen. Im Alter von siebzehn Jahren begann er an der University of Kansas City zu studieren, wo er Charlie Parker kennenlernte. Unter Parkers Einfluss entschied sich Jones für eine Musikerkarriere und studierte während seiner Zeit bei der Navy Kontrabass. Er arbeitete 1947 mit Charlie Ventura und ging dann nach Los Angeles, wo er in kleineren Jazzbands spielte. 1949 war er bei Joe Venuti und im Ina Ray Hutton Orchestra tätig.
1950 ging Buddy Jones nach New York City und arbeitet er bei der Elliot Lawrence, deren Arrangements u. a. von Al Cohn geschrieben wurden. Er spielte auch bei Buddy DeFranco, Zoot Sims, Gene Williams und im Quintett von Lennie Tristano. Anschließend war er von 1952 bis 1964 als Studiomusiker bei CBS in New York angestellt, spielte in Jack Sterlings morgendlicher Radioshow und in Studiobands mit Peggy Lee und Frank Sinatra, aber auch auf Tourneen mit Harry James und Tommy Dorsey.
Als Sideman ist er weiterhin auf Alben von Musikern wie Al Porcino, Stan Getz, Johnny Richards, Red Rodney, Jimmy Knepper, Porky Cohen, Don Lanphere, Gene Roland, Tiny Kahn, Joe Newman, Billy Byers, Osie Johnson, Manny Albam, Johnny Carisi, Thad Jones, Quincy Jones, Gerry Mulligan, Urbie Green, Bernie Glow, Conte Candoli, Ernie Royal, Hank Jones, Ernie Wilkins und vielen mehr zu hören.
In Clint Eastwoods Film Bird über Charlie Parker (1988) wirkte er neben dem Komponisten Lennie Niehaus als musikalischer Berater. 1996 wurde Jones in die Arkansas Jazz Hall of Fame aufgenommen.
Er sollte nicht mit dem 1950 verstorbenen Country- und Honky-Tonk-Sänger gleichen Namens verwechselt werden.